# Stade Jean-Mermoz
Le stade Jean-Mermoz est un stade omnisports situé à Rouen. Il est le stade résident de l'équipe de rugby à XV du Rouen NR.

## Historique
Des travaux sont entrepris par le propriétaire, la mairie de Rouen, afin d'atteindre le niveau d'infrastructure requis pour la Pro D2 : de nouvelles tribunes sont ainsi aménagées,. L'enceinte est alors homologuée pour accueillir 1 522 spectateurs.
Le 2 février 2019, jour de l'inauguration des nouveaux aménagements du stade Jean-Mermoz, un nouveau record de fréquentation est établi : 2 410 spectateurs assistent à la rencontre de Fédérale 1 entre le Rouen NR et l'US Dax, respectivement leader et deuxième de leur poule.
Après l'accession du Rouen NR en Pro D2 pour la saison 2019-2020, et malgré sa capacité modeste, le stade Jean-Mermoz demeure le stade résident du club. Le stade de football Robert-Diochon, utilisé lors des phases finales les saisons précédentes, ne continuant à accueillir des rencontres de rugby qu'à titre exceptionnel. Néanmoins, après deux saisons en Pro D2, l'aménagement d'une pelouse hybride au stade Robert-Diochon à l'été 2021 y entraîne la délocalisation régulière des matchs de rugby,.

## Structures et équipements
L'enceinte du stade Jean-Mermoz se compose de deux terrains de rugby et d'une piste d'athlétisme.
Le terrain d'honneur est bordé de trois tribunes : une tribune d'honneur de 500 places, ainsi que deux tribunes de 500 places chacune, faisant face à la tribune d'honneur ; ces dernières sont édifiées dans le cadre de l'extension faite pendant la saison 2018-2019. 22 places pour les personnes à mobilité réduite sont également aménagées. Le stade a une capacité totale de 2 800 places suivant l'homologation de la Ligue nationale de rugby pour la première saison du Rouen Normandie rugby en Pro D2.

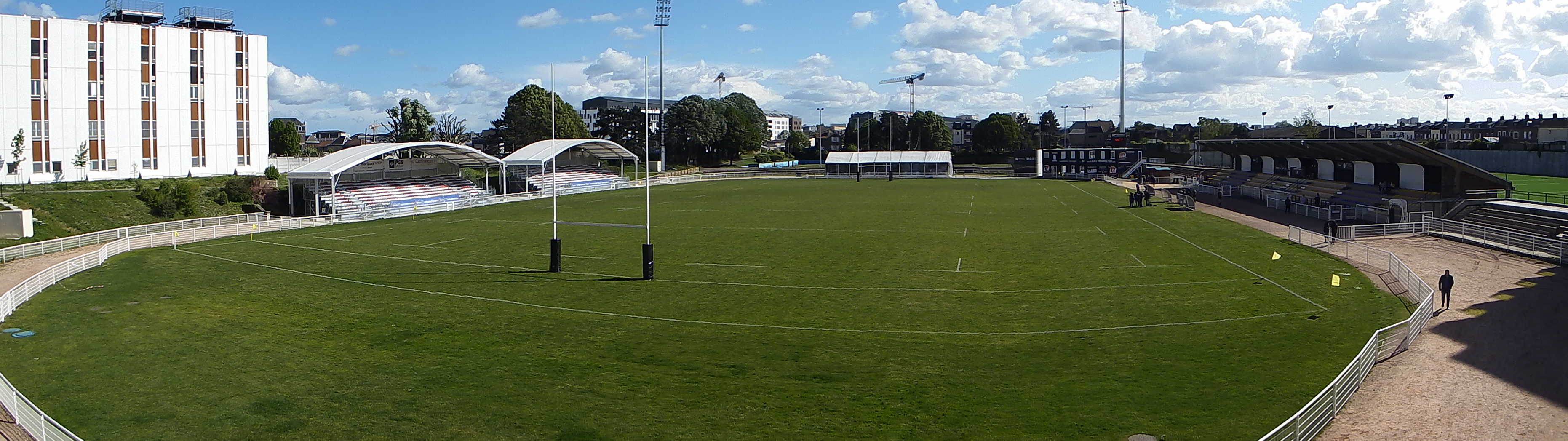
Vue panoramique du stade Jean-Mermoz trois mois après son extension.